# Andrea Rossi (siatkarz)

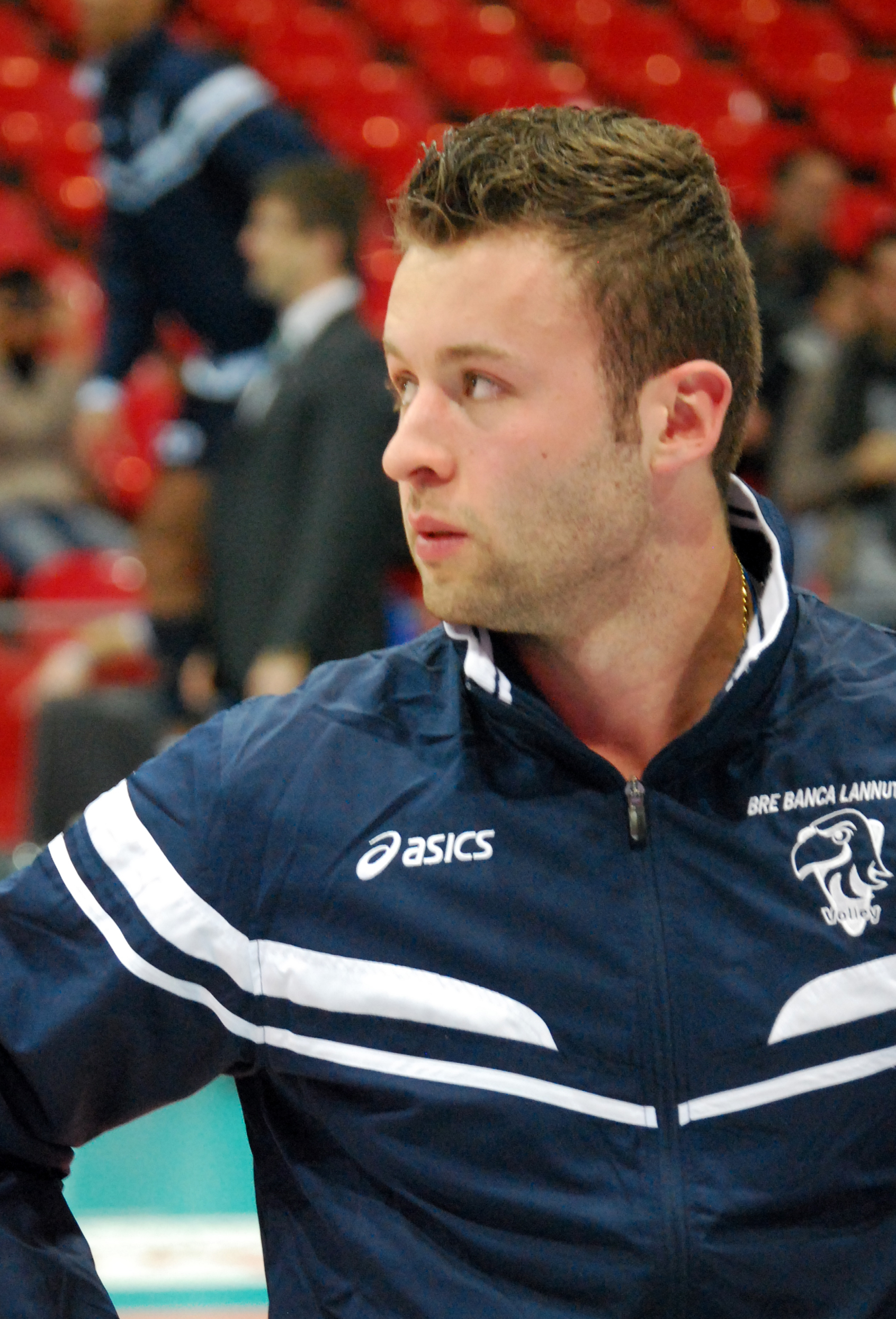
Andrea Rossi zawodnikiem Bre Banca Lannutti Cuneo w sezonie 2012/2013

Andrea Rossi (ur. 14 lutego 1989 roku) – włoski siatkarz, grający na pozycji środkowego. 

## Przebieg kariery
| Lata                      | Klub                                    |
| ------------------------- | --------------------------------------- |
| 2007–2009                 | Bre Banca Lannutti Cuneo                |
| 2009–2010                 | Canadiens Mantova                       |
| 2010 (do 16.12.2010)      | Bre Banca Lannutti Cuneo                |
| 2010–2011 (od 17.12.2010) | Pallavolo Città di Castello             |
| 2011–2013                 | Bre Banca Lannutti Cuneo                |
| 2013–2014                 | Altotevere Città di Castello            |
| 2014–2021                 | Top Volley Latina / Top Volley Cisterna |
| 2021–2022                 | Emma Villas Aubay Siena                 |
| 2022–                     | Top Volley Cisterna                     |

## Sukcesy klubowe
Liga Mistrzów:
- 2013